# Aleksander Wielki odwiedza pracownię Apellesa

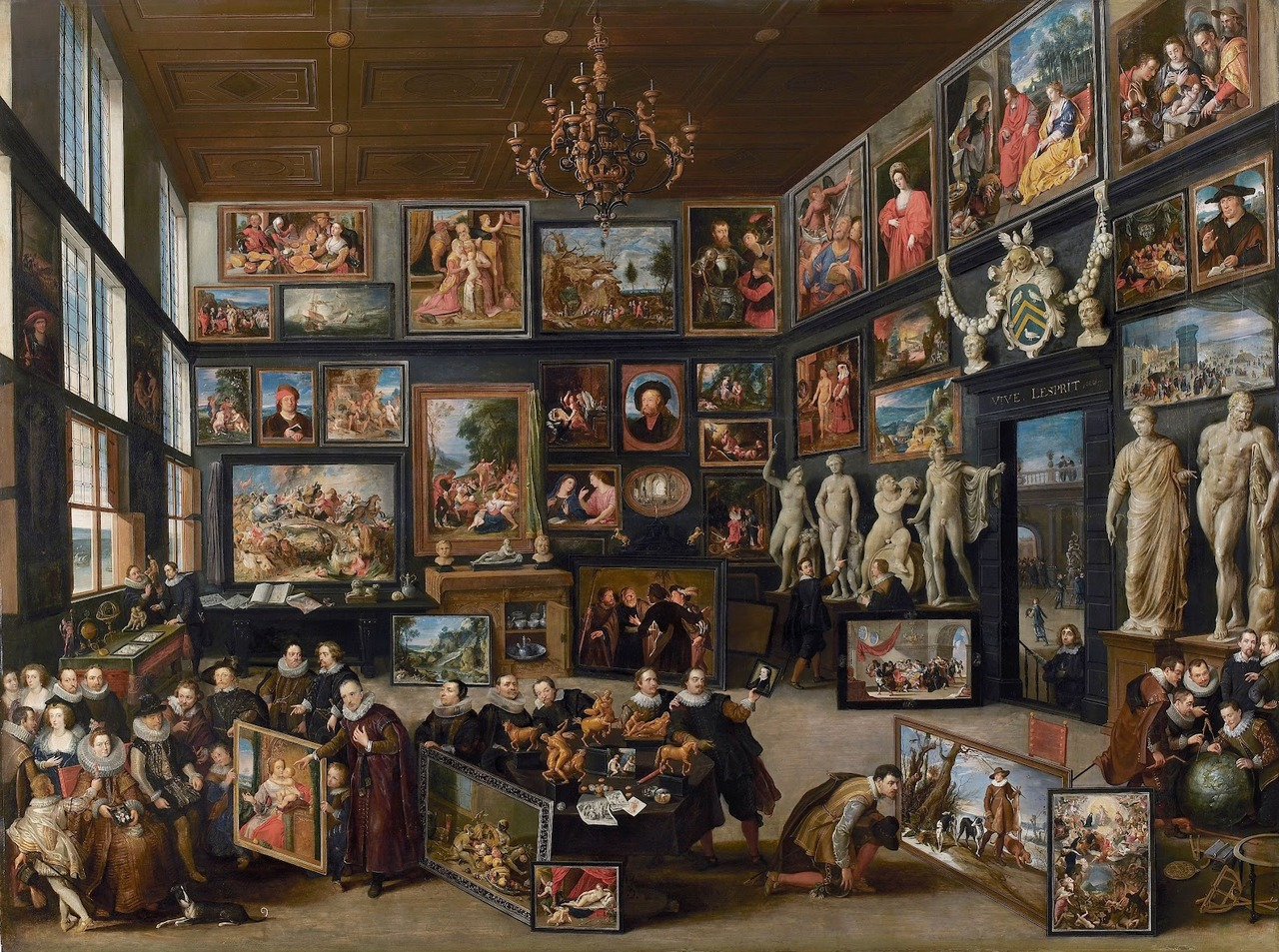
Willem van Haecht Gabinet van Geesta, (1628), panel, 100 × 130 cm Rubenshuis, Antwerpia

Aleksander Wielki odwiedza pracownię Apellesa (Pracownia Apellesa) – jeden z trzech obrazów Willema van Haechta należący do grupy obrazów tzw. obrazy w obrazie.
W XVII wieku w Holandii zapoczątkowano modę na dzieła przedstawiające galerie obrazów lub pracownie artystyczne. Na jednym obrazie umieszczano szereg różnych dzieł malarskich i rzeźbiarskich wcześniejszych mistrzów oraz przedstawiano zbiory mecenasów sztuki.

## Obrazy Haechta
Prekursorem tematyki obrazów na obrazie był holenderski malarz Willem van Haecht. Namalował on trzy obrazy. Pierwszy powstał w 1628 roku, znany dziś pod tytułem Gabinet van Geesta. Haecht przedstawił w nim galerie sztuki swojego pracodawcy Cornelisa van der Geesta z Antwerpii. W wielkiej komnacie wypełnionej obrazami znajduje się wielu zamożnych i ważnych ludzi podziwiających lub kupujących obrazy. Wśród postaci po lewej stronie znajduje się arcyksiążę austriacki Albrecht VII Habsburg wraz z małżonką Izabelą oraz współregenci Niderlandów. Byli oni gośćmi galerii w 1615 roku. Za nimi stoi Rubens, a w kapeluszu widoczny jest Władysław Waza, który odbywał podróż po Europie i 6 września 1624 roku pojawił się w Brukseli. Prezentujący obraz to sam gospodarz. Na ścianach widoczne są obrazy starszych mistrzów aż po dzieła współczesnego malarza Rubensa.
Drugim obrazem było dzieło powstałe w 1629 roku znane pod tytułem Pracownia Apellesa lub Aleksander Wielki odwiedza pracownię Apellesa. Płótno przedstawia scenę rodzajową, gdzie grecki artysta dworski Apelles maluje portret kochanki Aleksandra Wielkiego, Pankaspe. Według legendy Apelles zakochał się w Pankaspe a Aleksander podarował ją mu za namalowany portret. W XVII wieku Rubensa nazywano Apellesem z Antwerpii. Artysta i modelka otoczona jest przez mężczyzn i kobiety, a wśród nich stoi sam Aleksander. Scena rozgrywa się w galerii, gdzie na ścianach widoczna jest kolekcja Cornelisa van der Geesta. W odróżnieniu od pierwszego obrazu z komnaty pełnego dzieł odchodzi korytarz biegnący w głąb okrągłego pomieszczenia z wnękami pełnych rzeźb. Podobne galerie znajdowały się w domu Rubensa co mogło być inspiracją dla dzieła Haechta. prezentowane na ścianach obrazy można dziś zidentyfikować. Z lewej strony u dołu widać obraz pt. Bitwa Amazonek Rubensa, po prawej stronie na górze inny obraz tego malarza Pijany Sylem. U dołu po prawej stronie znajduje się obraz Bankier z żoną Quentina Massysa

## Obrazy innych malarzy
Moda XVII wiecznej Holandii na obrazy tego typu owocowała wieloma dziełami niderlandzkich artystów. Do tej grupy należał Frans Francken Młodszy, który namalował obrazy W galerii i Kunstkamera oraz dzieła: Arcyksiążę Albert i Izabeli zwiedza Collector’s Cabinet (Jana Brueghla Starszego i Hieronymusa oraz Archduke Leopold Wilhelm w Galerii Bussels Davida Teniersa).
Brueghel prócz obrazów na swoim płótnie przedstawił znane rzeźby m.in. Alegoria Architektury autorstwa Giambologna. Goście w galerii oglądają różne anormalne postacie zwierząt oraz eksponaty w tym globus z ówcześnie znanymi zarysami kontynentów. Na centralnym planie widoczna jest para królewska, która jest mecenasem sztuki. Ich role akcentuje duży kwiat słonecznika po lewej stronie. Kwiat ten był nieznany przed wyprawami Kolumba w Europie. Po jego pojawieniu stał się symbolem książęcego mecenatu.
Teniers namalował dwa obrazy o tej samej nazwie. Na płótnie znajdującym się obecnie w Muzeum Historii Sztuki w Wiedniu namalował ścianę pełną dzieł znanych malarzy. Na samej górze, po lewej stronie widoczny jest obraz Trzej filozofowie Giorgione (1525, Wiedeń). Następnie Adoracja trzech króli Paolo Veronese (dziś zaginiony), Actaeon Tycjana. W niższym rzędzie drugie od lewej strony dzieło to Raising of the youth of Nain Paolo Veronese z lat 1565/70. W trzecim rzędzie mamy dzieła m.in. Dosso Dossiego (Święty Hieronim), Franceska Bassana (Dobry samarytanin), Tycjana (Maria z Dzieciątkiem i świętymi). W dolnym rzędzie widoczne są jeszcze dwa jego dzieła Madonna z wiśniami i Chrystus z kobietą cudzołożną. Obok nich wyróżnić można Judytę z głową Holofernesa autorstwa Carlo Saraceni, Świętą rodzinę z Magdaleną i św. Janem Vecchia, Jezus z uczonymi w świątyni Jusepe de Ribera.
W ostatnim dolnym rzędzie Teniers ulokował portrety m.in. Portret starego mężczyzny z białą brodą Tintoretta, Portret mężczyzny Moronieo i Portret młodej kobiety Parmigianina. na podłodze można wyróżnić kolejne dwa dzieła Tycjana – Violante z 1516 i obok Bravo. Pośrodku widoczna jest Pietà autorstwa Antonio Marziale Carracci. Obok największego obrazu na płótnie po lewej stronie widoczne jest dzieło Rafaela Santi Święta Małgorzata z wężem. Największe dzieło w galerii to Estera przed Achaszweroszem Paolo Veronese. Na ścianie po lewej stronie na górze widoczny jest Portret Jacopo de Strada Tycjana.
Również i francuscy malarze tacy jak przedstawiciel baroku Jean Antoine Watteau podejmowali temat galerii. Znane jest jego dzieło pt. L’Enseigne de Gersaint (Szyld sklepu Gersainta) z 1720 roku. płótno zostało namalowane dla Gersainta, marszanda u którego wynajmował pokój już w okresie swojej śmiertelnej choroby – gruźlicy. Obraz przedstawia moment chowania do skrzyni portretów Ludwika XIV autorstwa Le Bruna. Pośrodku mamy autoportret malarza który zaprasza damę do obejrzenia innych obrazów.
Innymi malarzami którzy w swojej twórczości mają obrazy tego stylu są m.in. Samuel Morse (Galeria Luwr), Johann Zoffany (The Tribuna of the Uffizi, 1772-78 Uffizi) z Wenus z Urbino Tycjana na pierwszym planie, czy François Joseph Heim. Również polscy malarze malowali tego typu obrazy m.in. Wincenty Kasprzycki i jego Wystawa sztuk pięknych w Warszawie w 1828 roku.